# Луппов, Александр Николаевич
Алекса́ндр Никола́евич Лу́ппов (28 марта [9 апреля] 1864, с. Усть-Чепца, Вятская губерния — 5 декабря 1931, Вятка, Нижегородский край) — вятский чиновник, земский и общественный деятель. Первый председатель Совета директоров Вятской публичной библиотеки. Брат П. Н. Луппова.

## Биография
Родился в селе Усть-Чепца Вятской губернии (ныне в черте города Кирово-Чепецка) в семье священника. Окончил Вятское духовное училище и Вятскую семинарию, Казанскую духовную академию. В 1889 году поступил на службу в статистическое бюро Вятского уездного земства, затем служил секретарём уездной земской управы. В 1892—1908 годах занимал разные административно-судебные должности в Уржуме, Нолинском уезде, Глазове, Вятке.
С 9 марта 1908 по октябрь 1918 года был управляющим Вятской публичной библиотекой, превратив её из захудалой в крупнейшее губернское учреждение. Впервые ей было выделено правительственное пособие в 3000 рублей на приобретение книг, увеличен штат. По инициативе Луппова, была отменена плата за чтение в читательском зале, устроено электрическое освещение, что позволило увеличить посещаемость читального зала с 408 человек в 1908 до 6046 в 1912 году. В 1909 году в библиотеке был создан Отдел местной литературы (ныне Краеведческий отдел). В 1917 году в составе совета директоров библиотеки Луппов участвовал в разработке плана реорганизации библиотеки и проекте нового Устава.
В 1920-х годах А. Н. Луппов много занимался изучением сети гужевых дорог Вятской губернии и оставил материалы по этой теме.